# Final do Campeonato Catarinense de Futebol de 2016
A final do Campeonato Catarinense de Futebol de 2016 foi decidida em duas partidas, com mando de campo alternado entre Joinville e Chapecoense.
Foi disputada entre Joinville e Chapecoense, em partida que repetiu decisões de duas edições anteriores do Campeonato Catarinense (em 1978 com vitória do time de Joinville e em 1996 com vitória do time da oeste. Desta forma teríamos um tira teima no desempate entre as duas equipes. No geral esta era a vigésima final do Joinville e a nona da Chapecoense.
A Chapecoense conquistou o título pela quinta vez, após vencer o primeiro jogo na Arena Joinville, em Joinville, por 1 a 0, e ter empatado na Arena Condá por 1 a 1. 

## Performances dos finalistas

### Joinville
O Joinville teve um início de competição muito abaixo da expectativa, terminando o turno na 8º colocação a 1 ponto da zona de rebaixamento. Já no returno, terminou de forma invicta com sete vitórias e dois empates, garantindo a vaga na final da competição. Na classificação geral, terminou na 3º colocação, sendo que, por este motivo, fez o segundo jogo da final fora de casa.

### Chapecoense
A Chapecoense venceu o primeiro turno conseguindo ter uma participação mais constante ao longo do campeonato, o que lhe ajudou a ter a liderança geral da competição e assim levar o último jogo para ser disputado na Arena Condá. No turno, foram sete vitórias e 2 empates. Já no returno com a classificação já assegurada, a equipe acabou em um modesto 4º lugar. 

## Histórico de confrontos
Nos Confrontos entre Chapecoense e Joinville no futebol, o Joinville leve uma leve vantagem historicamente. São 62 vitórias do Joinville, 42 da Chapecoense, até esta final. Na disputa de títulos há um empate, pois o Joinville foi campeão em cima da Chapecoense no estadual de 1978 e a Chape deu o troco em 1996.
Neste campeonato catarinense os clubes se enfrentaram em duas oportunidades. Na primeira delas, na Arena Joinville, em Joinville, empate em 0 a 0. No segundo encontro, desta vez na Arena Condá, em Chapecó, vitória do Joinville por 3 a 1.

## Arbitragem
Quem comandou o jogo no Norte do estado foi Héber Roberto Lopes, árbitro FIFA desde 2002. Héber foi auxiliado por Neuza Inês Back, Helton Nunes, William Machado Steffen e Célio Amorim.
O segundo jogo ficará pelo também árbitro FIFA, e representante brasileiro na Copa do Mundo 2014, Sandro Meira Ricci, é árbitro FIFA desde 2011, chegou a Federação Catarinense de Futebol em 2015, depois de ter saído da Federação de Pernambuco. Sandro será auxiliado por Nadine Schramm Camara Bastos, Kléber Lúcio Gil, Bráulio da Silva Machado e Evandro Tiago Bender.

## Final

### Primeira partida
| Domingo, 1 de maio | Joinville | 0 – 1  | Chapecoense | Arena Joinville, Joinville                                           |
| 16:00              |           | Súmula | 82' Ananias | Público: 11 576 Renda: R$ 207.658,65 Árbitro: SC Héber Roberto Lopes |

| Joinville | Chapecoense |

| JOINVILLE:     |    |                  |     |     |
|                |    |                  |     |     |
| G              | 1  | Agenor           |     |     |
| LD             | 2  | Edson Ratinho    |     |     |
| Z              | 4  | Rafael Donato    |     | 61' |
| Z              | 3  | Bruno Aguiar     |     |     |
| LE             | 6  | Diego Rodrigues  |     |     |
| V              | 10 | Kadu             |     |     |
| V              | 5  | Naldo            |     | 45' |
| V              | 8  | Anselmo          | 52' |     |
| M              | 11 | Pereira          | 47' |     |
| A              | 9  | Felipe Alves     |     | 74' |
| A              | 7  | Juninho          |     |     |
| Substituições: |    |                  |     |     |
| G              | 12 | Jhonatan         |     |     |
| LD             | 13 | Mário Sérgio     |     |     |
| Z              | 14 | Victor Oliveira  |     | 61' |
| Z              | 21 | Danrlei Rosa     |     |     |
| M              | 17 | Ítalo Melo       |     |     |
| M              | 18 | Breno            |     |     |
| V              | 15 | Diones           |     | 45' |
| V              | 16 | Diego Felipe     |     |     |
| A              | 20 | William Paulista |     |     |
| A              | 19 | Adriano          |     | 74' |
| Treinador:     |    |                  |     |     |
| Hemerson Maria |    |                  |     |     |

| CHAPECOENSE:   |    |                 |     |     |
|                |    |                 |     |     |
| G              | 1  | Danilo Padilha  |     |     |
| LD             | 2  | Gimenez         |     |     |
| Z              | 27 | Willian Thiego  |     |     |
| Z              | 3  | Rafael Lima     |     |     |
| LE             | 6  | Dener           |     |     |
| V              | 5  | Josimar         |     |     |
| V              | 8  | Gil             | 84' |     |
| M              | 88 | Cléber Santana  |     |     |
| A              | 25 | Maranhão        |     | 56' |
| A              | 23 | Lucas Gomes     |     | 90' |
| A              | 3  | Kempes          |     | 73' |
| Substituições: |    |                 |     |     |
| G              | 36 | Nivaldo         |     |     |
| G              | 12 | Marcelo Boeck   |     |     |
| LD             | 41 | Cláudio Winck   |     |     |
| Z              | 13 | Marcelo         |     |     |
| V              | 28 | Moisés Ribeiro  |     |     |
| V              | 17 | Andrei Alba     |     |     |
| M              | 10 | Hyoran          |     | 90' |
| M              | 30 | Neném           |     |     |
| M              | 55 | Rodrigo Andrade |     |     |
| A              | 11 | Ananias         | 83' | 56' |
| A              | 26 | Silvinho        |     |     |
| A              | 9  | Bruno Rangel    |     | 73' |
| Treinador:     |    |                 |     |     |
| Guto Ferreira  |    |                 |     |     |

Bandeirinhas:
SC Neuza Inês Beck
 (FIFA)
SC Hélton Nunes
 (CBF)
Quarto árbitro:
SC William Machado Steffen
 (CBF)

### Segunda partida
| Domingo, 8 de maio | Chapecoense      | 1 – 1  | Joinville        | Arena Condá, Chapecó                                                |
| 16:00              | Bruno Rangel 68' | Súmula | 41' Diego Felipe | Público: 15 279 Renda: R$ 294.920,00 Árbitro: SC Sandro Meira Ricci |

| Chapecoense | Joinville |

| CHAPECOENSE:   |    |                 |     |       |
|                |    |                 |     |       |
| G              | 1  | Danilo Padilha  |     |       |
| LD             | 2  | Gimenez         |     |       |
| Z              | 27 | Willian Thiego  | 38' |       |
| Z              | 3  | Rafael Lima     |     |       |
| LE             | 6  | Dener           |     |       |
| V              | 5  | Josimar         |     |       |
| V              | 8  | Gil             | 86' |       |
| M              | 88 | Cléber Santana  |     |       |
| A              | 11 | Ananias         |     | 71'   |
| A              | 23 | Lucas Gomes     |     | 90+1' |
| A              | 3  | Kempes          |     | 64'   |
| Substituições: |    |                 |     |       |
| G              | 36 | Nivaldo         |     |       |
| G              | 12 | Marcelo Boeck   |     |       |
| LD             | 41 | Cláudio Winck   |     |       |
| Z              | 13 | Marcelo         |     |       |
| V              | 28 | Moisés Ribeiro  |     |       |
| V              | 17 | Andrei Alba     |     |       |
| M              | 10 | Hyoran          |     | 90+1' |
| M              | 30 | Neném           | 42' |       |
| M              | 55 | Rodrigo Andrade |     |       |
| A              | 25 | Maranhão        |     | 71'   |
| A              | 26 | Silvinho        |     |       |
| A              | 9  | Bruno Rangel    |     | 64'   |
| Treinador:     |    |                 |     |       |
| Guto Ferreira  |    |                 |     |       |

| JOINVILLE:     |    |                  |       |     |
|                |    |                  |       |     |
| G              | 1  | Agenor           |       |     |
| LD             | 2  | Edson Ratinho    | 45+6' |     |
| Z              | 4  | Rafael Donato    |       |     |
| Z              | 3  | Bruno Aguiar     |       |     |
| LE             | 6  | Diego Rodrigues  |       |     |
| V              | 5  | Naldo            |       | 34' |
| V              | 8  | Diones           |       |     |
| M              | 11 | Diego Felipe     |       | 64' |
| M              | 10 | Pereira          | 84'   |     |
| A              | 7  | Juninho          |       | 31' |
| A              | 9  | Adriano          |       |     |
| Substituições: |    |                  |       |     |
| G              | 12 | Jhonatan         |       |     |
| LD             | 13 | Mário Sérgio     |       |     |
| Z              | 14 | Victor Oliveira  |       |     |
| Z              | 15 | Danrlei Rosa     |       |     |
| M              | 16 | Ítalo Melo       |       |     |
| M              | 18 | Breno            |       |     |
| V              | 17 | Kadu             |       | 34' |
| A              | 20 | Felipe Alves     |       | 64' |
| A              | 30 | William Paulista | 38'   | 31' |
| Treinador:     |    |                  |       |     |
| Hemerson Maria |    |                  |       |     |

Bandeirinhas:
SC Nadine Schramm Câmara Bastos
 (FIFA)
SC Kleber Lúcio Gil
 (FIFA)
Quarto árbitro:
SC Bráulio da Silva Machado
 (asp. FIFA)

## Campeão
| Campeonato Catarinense de 2016  |
| ------------------------------- |
|                                 |
| Chapecoense Campeão (5º título) |